# بالگردگاه سیسید
بالگردگاه سیسید (به انگلیسی: Seaside Heliport) یک فرودگاه خصوصی است. این فرودگاه در کشور ایالات متحده آمریکا قرار دارد و در ارتفاع ۳ متری از سطح دریا واقع شده است.